# IQ (gruppe)
IQ er en britisk neo-progressiv rockgruppe dannet i 1981 af Mike Holmes og Martin Orford efter opløsningen af deres tidligere band The Lens. Selv om bandet aldrig har opnået nogen større kommerciel succes og har undergået adskillige ændringer i medlemssammensætningen, så er der alligevel opstået en loyal fanskare omkring bandet over årene, og bandet er fortsat aktivt per marts 2018.

## Den neo-progressive bevægelse
IQ var et blandt flere engelske bands, dannet i begyndelsen af 1980erne, herunder Marillion, Pendragon, Twelfth Night, Pallas, Quasar, LaHost og Solstice, som fortsatte den progressive rockstil, der opstod med progressive rockbands som Genesis og Yes i 1970erne. Medierne omtalte disse bands som "neo-progressive", og de blev ofte anklaget for simpelthen at kopiere de tidligere og mere populære 70er-bands. Anklagen er flere gange blevet afvist af IQ, som er imod brugen af betegnelsen "neo-progressiv", og som insisterer på, at de er inspireret af en bredere vifte af bands og genrer.

## Musikstil
Bandets musikstil, særligt i begyndelsen af dets eksistens, havde tydelige ligheder med det tidlige Genesis med Peter Gabriel og Steve Hackett, som følge af sangeren Peter Nicholls sangstil og sceneshow, der mindede om Gabriel, og keyboard-spiller Martin Orfords storladne keyboard-spil. Guitaristen Mike Howe gav dog bandet end noget hårdere lyd end Genesis. Efter Nicholls forlod bandet i 1985 blev dets stil, på albummene Nomzamo (1987) og Are You Sitting Comfortably? (1989), mere kommerciel og radiovenlig - dog uden den store succes — selvom begge albums også indeholdt numre af den mere progressive slags. Efter Nicholls tilbagevenden i 1990 gik bandet tilbage til sine prog-rock rødder, først på albummet Ever, med længere og mere komplekse numre.

### Medlemmer
Nuværende medlemmer
- Mike Holmes – guitar (1981–nu)
- Tim Esau – basguitar (1981–1989, 2011–nu)
- Peter Nicholls – forsanger og støttevokal(1981–1985, 1990–nu)
- Paul Cook – trommer (1982–2005, 2009–nu)
- Neil Durant - Keyboards (2010–nu)

Tidligere medlemmer
- Martin Orford – keyboard, støttevokal (1981–2007)
- Mark Ridout – trommer (1981–1982)
- Paul (P.L.) Menel – forsanger (1985–1990)
- Les 'Ledge' Marshall – basguitar (1989-1991)
- John Jowitt – basguitar, støttevokal (1991–2011)
- Andy Edwards – trommer (2005–2009)
- Mark Westworth – keyboard (2007–2010)

## Diskografi
| - Tales from the Lush Attic (1983) - 30th anniversary remix plus extras (2013) - The Wake (1985) - 25th anniversary edition plus extras (2010) - Nomzamo (1987) - Are You Sitting Comfortably? (1989) - Ever (1993) - Subterranea (1997) - Seven Stories into '98 (1998) - The Seventh House (2000) - Dark Matter (2004) - Frequency (2009) - The Road of Bones (2014) - Nine in a Pond is Here (1985) ("official bootleg" af demoer mv. CD-udgave er forkortet) - The Lost Attic (1999) (sjældenheder) - Limited edition Frequency Tour CD 1 (2008) (sjældenheder og live-udgaver) - Limited edition Frequency Tour CD 2 (2008) (sjældenheder og live-udgaver) | - Living Proof (1986) - J'ai Pollette d'Arnu (1991) (b-sider og live-udgaver) - Forever Live (1993) - Subterranea: The Concert (2000) - The Archive Collection: IQ20 (2003) ("official bootleg" af live-koncert) - The Wake: Live at De Boerderij (2010) - The Archive Collection: IQ30 (2012) ("official bootleg" af live-koncert) - The Archive Collection: Live on The Road of Bones (2016) - Forever Live (VHS/CD set 1996, DVD set 2007) - Subterranea: The Concert (DVD, 2000) - IQ20 - The Twentieth Anniversary Show (DVD 2004) - Live from London (DVD, optaget 13. maj 1985 i London, 2005) - IQ Stage (DVD, 2006) - Forever Live (DVD, 2007) - The Wake in Concert (DVD, 2010) - Scrape Across the Sky (Blu-ray, 2017) - Barbell is in (1984) - Corners (1985) - Passing Strangers (1987) - Promises (as the years go by) (1987) - Sold on you (1989) |

## Eksterne links
- Official IQ web site
- The Museum of the band IQ
- Collection of IQ MIDI files (arkiveret)